# كاتيريت
الكاتيريت معدن من معادن الكبريتيدات وهو يتركب كيميائياً من كبريتيد الكوبالت الرباعي CoS2. يكثر انتشار هذا المعدن في جمهورية الكونغو الديموقراطية.
اكتشف هذا المعدن برفقة معدن الفايسيت من الجيولوجي البلجيكي يوهانيس فايس Johannes F. Vaes؛ وسمي بهذا الاسم على شرف فيليسيان كاتير Felicien Cattier رئيس مجلس إدارة شركة التعدين البلجيكية Union Minière du Haut-Katanga.